# Simón Enrique de Lippe-Detmold
El Conde Simón Enrique de Lippe (13 de marzo de 1649, Sternberg - 2 de mayo de 1697, Detmold) fue un Conde reinante de Lippe-Detmold.

## Biografía
Simón Enrique era el hijo mayor del Conde Herman Adolfo de Lippe-Detmold y su primera esposa, la Condesa Ernestina de Ysenburg-Büdingen-Birstein.
En 1665, se convirtió en cogobernante con su padre; en 1666, su padre falleció y Simón Enrique heredó Lippe-Detmold.
Entre 1683 y 1685, remplazó el pabellón de caza (Jagdschloss) que su padre había construido cerca de la actual Augustdorf por una serie de edificios dispuestos simétricamente en torno a un patio de honor. El complejo fue diseñado en estilo clásico palladiano. El sobrio edificio principal tenía dos plantas y un entresuelo mezzanine y estaba flanqueado por establos de una sola planta dispuestos simétricamente en torno al patio de honor. Los establos albergaban una granja de sementales desde el siglo XVI. El complejo fue incendiado el 11 de julio de 1945 por prisioneros de guerra, y fue demolido en 1947.
Simón Enrique murió el 2 de mayo de 1697 en Detmold. Su viuda se retiró al Castillo de Varenholz, donde murió el 11 de marzo de 1700.

## Matrimonio e hijos
El 15 de septiembre de 1666, Simón Enrique contrajo matrimonio en La Haya con la Baronesa Amalia de Dohna-Vianen, Burgravina de Utrecht, heredera de Vianen y Ameide (2 de febrero de 1644, La Haya - 11 de marzo de 1700), una hija del General Cristián Alberto  de Dohna. Tuvieron los siguientes hijos:
- Federico Adolfo (2 de septiembre de 1667, Castillo de Detmold - 18 de julio de 1718, Detmold), Conde de Lippe-Detmold
- Fernando Cristián (13 de septiembre de 1668, Detmold - 18 de octubre de 1724, Samrodt), Señor de Samrodt
- Sofía Enriqueta (23 de octubre de 1669, Detmold - 25 de octubre de 1669, ibíd.)
- Enrique Ernesto (24 de enero de 1671, Detmold - 1 de octubre de 1691, Győr)
- Juana Sofía (29 de junio de 1672, Detmold - noviembre de 1675, ibíd.)
- Albertina (24 de agosto de 1673, Detmold - 29 de diciembre de 1673, ibíd.)
- Carlota Albertina (14 de octubre de 1674, Detmold - 13 de julio de 1740, Wetzlar), desposó el 3 de febrero de 1707 en Schaumburg al Conde Carlos de Wied-Runkel (21 de octubre de 1684 - 21 de junio de 1764)
- Guillermo Simón (5 de enero de 1676, Detmold - 21 de enero de 1681, ibíd.)
- Teodoro Augusto (28 de julio de 1677, Detmold - 25 de octubre de 1677, ibíd.)
- Cristóbal Luis (3 de abril de 1679, Detmold - 18 de mayo de 1747, ibíd.)
- Teodoro Emilio (20 de septiembre de 1680, Detmold - 11 de septiembre de 1709), cayó durante la Batalla de Malplaquet
- Carlos Simón (23 de marzo de 1682, Detmold - 20 de septiembre de 1703), cayó durante la Primera Batalla de Höchstädt
- Florentina Sofía (8 de septiembre de 1683 - 24 de abril de 1758, Altenkirchen im Westerwald), desposó el 29 de agosto de 1704 en Detmold al Conde Maximiliano Enrique de Wied-Runkel (1 de mayo de 1681 - 19 de diciembre de 1706)
- Freda Henrietta (n. y f. 13 de marzo de 1686, Detmold)
- Guillermo Carlos Teodorico (9 de noviembre de 1686, Vianen - 16 de mayo de 1687, Detmold)
- Augustes Wolfhart (23 de junio de 1688, Detmold - 18 de enero de 1739, Varenholz)